# Elles n'oublient jamais
Elles n'oublient jamais ('Zij vergeten nooit') is een Franse dramafilm onder regie van Christopher Frank uit 1994.

## Verhaal
Julien Barnier is getrouwd met Anne, vader van Charles en medewerker bij een incassobureau. Hij heeft geleerd om in zijn werk gevoelens voor de problemen van zijn klanten te onderdrukken. Op een dag ontmoet hij Angela, een aantrekkelijke jonge vrouw die op het terras van een café met uitzicht op zijn kantoor zit en met hem flirt. Als Anne en Charles een paar dagen op vakantie zijn, nodigt hij Angela uit in zijn appartement. Hij denkt dat deze affaire van korte duur is. Maar Angela belt hem later thuis, en hij probeert zich eruit te redden door te zeggen dat hij geen relatie wil en dat hij van zijn vrouw houdt.
Dit is echter tevergeefs, want ze gaat wonen in het gebouw waar hij woont en wordt aangenomen als de oppas voor Charles. Anne ontdekt de affaire en Julien neemt Angela mee naar de bouwplaats van zijn toekomstige appartement om haar duidelijk te maken dat ze hem met rust moet laten. Wanneer zijn uitleg verkeert valt bij Angela, wordt hij door haar aangevallen. Ze vertelt hem dat zijn incassobureau haar vriend zodanig heeft geruïneerd dat hij een motorongeluk kreeg, waardoor hij verlamd is geraakt. Angela probeert hem met een schop te slaan, maar Julien weert dit af, grijpt de schop en slaat haar. Hij denkt haar te hebben vermoord en verbergt het lichaam in een nis van een muur in het appartement. Hij gaat naar huis om zich op te frissen en keert daarna terug naar de bouwplaats. Daar ziet hij dat de nis inmiddels dicht is gemaakt.
Nadat ze in het nieuwe appartement zijn gaan wonen denken Julien en Anne dat ze rustig kunnen leven, maar anonieme telefoontjes verstoren hun rust. Julien besluit om aan zijn vrouw te bekennen dat hij Angela heeft vermoord en dat hij het lichaam achter de muur heeft verstopt. Hij breekt de muur open om zijn vrouw te bewijzen dat hij niet liegt, maar het lichaam is er niet en Anne gelooft hem niet meer en besluit bij hem weg te gaan.
De volgende dag gaat hij naar kantoor en wordt hij bij zijn leidinggevende geroepen, waar hij oog in oog staat met Angela van wie hij dacht dat ze dood was. Ze had verwondingen opgelopen, maar was niet overleden en ze kon ontsnappen dankzij de hulp van een bouwvakker. Ze draagt een nekkraag. Angela vertelt, deels op onjuist wijze, wat er is gebeurd, waarna Julien wordt ontslagen. Als hij naar zijn kantoor teruggaat om zijn persoonlijke spullen te pakken en uit het raam kijkt, ziet hij Angela aan dezelfde tafel op het terras van het café zitten. Vanaf het begin was Angela uit op wraak. Ze heeft haar nekkraag afgedaan en kijkt naar het raam van Juliens kantoor.

## Rolverdeling
| Acteur               | Personage          |
| -------------------- | ------------------ |
| Thierry Lhermitte    | Julien Barnier     |
| Maruschka Detmers    | Anne Barnier       |
| Nadia Farès          | Angela Galli       |
| Umberto Orsini       | Vienne             |
| Patrick Timsit       | Serge Darrès       |
| Marie-Christine Adam | Le Guennec         |
| Johann Martel        | Charles Barnier    |
| Vincent Planchais    | Jim                |
| Bernard Freyd        | Doumene            |
| Patrick Floersheim   | Moretti            |
| Marina Tomé          | Ariane             |
| Alain Frérot         | Sarret             |
| Georges Siatidis     | Phil               |
| Margarida Marinho    | Dan                |
| Jean-Claude Vogel    | ober in de bowling |
| Charlotte Clamens    | verpleegster       |